# Понорська загальноосвітня школа
Поні́рська ЗОШ І-ІІ ступенів — навчальний заклад с. Понори Талалаївського району Чернігівської області

## Історія закладу
Перші історичні відомості про існування школи в с. Понори припадають на кінець XIX ст. Біля церкви Вознесіння була школа, в якій жив дяк і, крім церковних обов’язків, учив сільських дітей. Церковно-приходська школа проіснувала до 1917. В ній починав навчання відомий етнограф, письменник та лікар Степан Данилович Ніс.
Протягом 1927–1928, на кошти самооподаткування, при державній допомозі, збудоване нове приміщення початкової школи на 4 класних кімнати з канцелярією, кухнею і кімнатою для вчителів. Навчання у школі розпочалося у 1929.
Першим завідувачем школи був Сидоренко Пилип Єфросимович, вчителями: Баско Григорій Іванович та його дружина Євдокія.
З 1931–1932 школа стала неповною середньою з семирічним навчанням. Першим директором у ній став Третяк Яків Степанович — великий шанувальник народної музики. Сам грав на скрипці, мандоліні, гітарі, балалайці. У школі створений хор.
Друга світова війна перервала навчання у школі. В грудні 1941 при школі було відкрито лише один клас — третій. У 1942 навчання не велося зовсім. В травні 1943 відкрито 4-й клас і почалося вивчення німецької мови.
У жовтні 1943, після визволення села з-під фашистської окупації, відкрито всі 7 класів. Навчання проводилося у дві зміни. Директором до 1948 працював Яків Степанович Третяк, а після нього директорами були: Кавун Максим Григорович, Назаренко Василь Олексійович, Кочубей Парасковія Григорівна, Момот Михайло Євтухович, Кришталь Микола Степанович, Северіна Марія Мефодіївна, Лещенко Петро Костянтинович, Дяченко Галина Григорівна, Любич Петро Миколайович.
З 1947 в Понірській школі викладали: Бабич Євдокія Іванівна, Санько Пріська Федорівна, Прокопенко Надія Павлівна, Цілина Таїсія Василівна, Чечотенко Марія Данилівна, Півторацька Дарія Олександрівна, Киричок Степан Кузьмович, Качура Валентина Григорівна.
У 1977, коли директором працював Лещенко Петро Костянтинович, школу добудовано, щоб зробити однозмінне навчання. За директора Любича П.М. проведено водяне опалення. У 2008, за керівництва Мироненка Миколи Івановича, побудовано блочно-модульну газову паливну з сучасною системою обігріву.
У приміщенні школи функціонує дитячий садок «Казковий» на 15 дітей.

## Видатні випускники
- Ніс Степан Данилович — відомий етнограф, фольклорист, письменник, лікар.